# Wang Hao (săritoare în apă)
Wang Hao (n. 26 decembrie 1992, Tianjin, Republica Populară Chineză) este o săritoare în apă ce a reprezentat Republica Populară Chineză, medaliată olimpică. A participat la o ediție a Jocurilor Olimpice (2012) în care a câștigat o medalie de aur.